# Emmanuel de Grouchy
Emmanuel de Grouchy, francoski maršal, * 1766, † 1847.